# Rhys Patchell
Matthew Rhys Patchell (Penarth, 17 maggio 1993) è un rugbista a 15 britannico, internazionale per il Galles, mediano di apertura degli Scarlets.

## Biografia
Utility back con preferenza per il ruolo di mediano d'apertura, fu in tale posizione che iniziò la carriera professionistica con la franchise della sua zona del Cardiff Rugby in Pro12; per quattro stagioni nella squadra della capitale gallese, vide messo in discussione il suo ruolo e spostato a estremo con l'ingaggio dalla Nuova Zelanda di Gareth Anscombe nel 2015-16.
Per tale ragione non rinnovò il suo contratto con Cardiff e decise, a far data dalla stagione di Pro12 2016-17, di giocare con gli Scarlets di Llanelli.
Con la sua nuova squadra vinse subito il titolo alla sua prima stagione.
Benché esordiente nel Galles nel 2013 (a Osaka contro il Giappone, contro cui realizzò anche 3 punti) Patchell non è mai stato una presenza regolare in Nazionale: passarono tre anni prima che venisse reimpiegato dopo i due incontri di debutto, e poi ancora dovette attendere i test autunnali del 2017; nel 2018, a Cardiff contro la Scozia, è giunto l'esordio nel Sei Nazioni, a quasi cinque anni dal debutto internazionale.

## Palmarès
- Pro12: 1
Scarlets: 2016-17